# 夏子鐊
夏子鐊（1824年11月5日—1894年），字鑾坡，號路門，行二，江蘇揚州府高郵州景賢里人，清朝政治人物。

## 生平
咸豐二年（1852年）壬子舉人，同治二年癸亥恩科（1863年）中進士。歷任庶常、翰林院編修，山西鄕試正考官，同治九年八月一日（1870年8月27日）任四川學政。